# Gertrude Jekyll
Gertrude Jekyll (29 de novembre de 1843 - 8 de desembre de 1932) va ser una influent jardinera, taxònoma, paisatgista, artista i escriptora anglesa. Va crear i dissenyar més de quatre-cents jardins al Regne Unit, Europa i Estats Units, i va escriure més de mil articles per Country Life magazine, The Garden i altres revistes. Jekyll ha estat descrita com "una primeríssima influència en el disseny de jardins" per entusiastes nord-americans i anglesos de la jardineria.

## Primers anys
Jekyll va néixer a Mayfair, Londres. i va ser la cinquena de set fills. El seu germà menor Walter Jekyll, va ser amic de Robert Louis Stevenson, qui en manllevà el cognom per la seva famosa novel·la L'estrany cas del dr. Jekyll & Mr. Hyde. El 1848 la seva família va deixar Londres, mudant-se a Bramley House, Surrey, on va passar la infantesa.

## Idees centrals
La passió de Gertrude Jekyll per la jardineria es va iniciar a l'Escola d'Art de South Kensington, on es va enamorar de l'art creatiu del paisatgisme. Va ser una membre destacada del Moviment Arts & Crafts i va crear nombrosos jardins en associació amb l'arquitecte anglès, Sir Edwin Lutyens. La col·laboració es va iniciar quan Lutyens va dissenyar la casa de Jekyll anomenada Munstead Wood a Surrey el 1896.
Jekyll és recordada pels seus excepcionals dissenys i per l'enfocament subtil i pictòric de la composició dels seus jardins, en particular dels seus marges florals.
Les seves obres es van caracteritzar pels colors radiants i per les formacions vegetals similars a cops de pinzell. Alguns suggereixen que els esquemes d'estil impressionista tenen a veure amb la seva pèrdua de visió, que en gran part va posar fi a la seva carrera com a pintora i aquarel·lista. En obres com Colour Schemes for the Flower Garden (impresa originalment el 1908) proposa l'ús del color de les flors dels jardins en paletes "càlides" i "fredes" tal com ho proposaven els tractats artístics des del segle xviii.

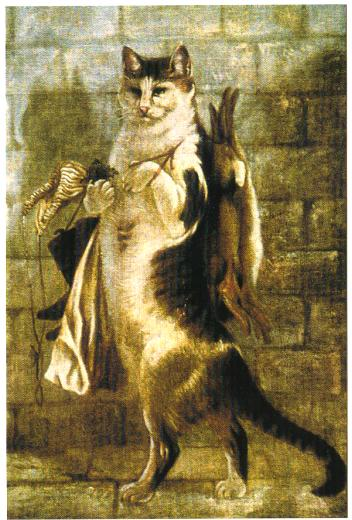
Gertrude Jekyll - "Puss-in-Boots".

Fou pionera en l'ús de les textures i la sensorialitat com a guies rectores dels seus dissenys i el seu ús dels colors i de la teoria del cercle cromàtic portà als jardins els quadres del pintor J.M.W. Turner i de l'impressionisme. Va ser entusiasta de la botànica i va contribuir en la preservació de nombroses varietats vegetals, col·laborant amb nombroses institucions a Gran Bretanya.

## Obres
Va dissenyar més de 400 jardins a Gran Bretanya, Europa i alguns a Amèrica del Nord i va ser coneguda per la seva fecunda obra literària, escrivint més de quinze llibres, el de més renom 'Colour in the Flower Garden': memòries de la seva joventut.
També es va interessar pels mobles artesanals tradicionals i artesanies rurals i preocupada per les que estaven desapareixent, el 1904 en el seu text Old West Surrey, registrà molts aspectes de la vida rural del segle xix, amb més de 300 fotos preses per ella.

### Casona a Upton Grey Manor

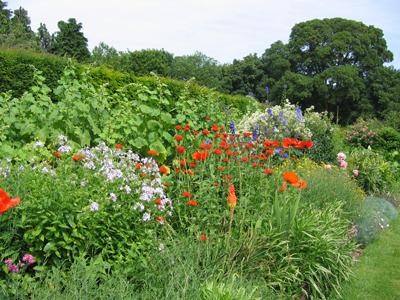
Gertrude Jekyll va restaurar el llarg marge de la Manor House, Upton Grey, Hampshire, Anglaterra.

El "Jardí Gertrude Jekyll" és un jardí de principis del segle XX que envolta la Manor House a Upton Grey, al comtat anglès de Hampshire, i les seves coordenades són 51° 13′ 53″ N, 1° 00′ 05″ O / 51.231275°N,1.001501°O
El 1907, Gertrude Jekyll va dibuixar els plànols per a un jardí de 1,8 ha a la casa pairal a Upton Grey. És un dels seus jardins més pintorescos i inclou moltes característiques d'un típic jardí Jekyll, però a una escala molt més petita que la majoria de les seves altres creacions. A ponent de la casa està el jardí silvestre, algunes de les posicions on encara trobem alguns narcisos en les seves posicions originals. A l'est es troba el jardí formal, sense línies corbes. Jekyll va dissenyar un roserar i vores herbàcies organitzades en franges de colors freds i càlids i novament freds. Al voltant es troben les nogueres, els horts i les glorietes. El jardí va caure en desús però es va restaurar el 1986 seguint les prescripcions de molts plànols i especificacions de plantes de Jekyll. És visitable només amb cita prèvia.

## Honors
- Medalla Veitch
- Medalla Victoria d'Horticultura de la Royal Horticultural Society.[7]

## Decés
Jekyll va morir el 8 de desembre de 1932, als 89 anys. Va ser sepultada en el cementiri de Busbridge Church, abans conegut com a Sant Joan el Baptista, a Busbridge, Godalming, al costat del seu germà i la seva cunyada, Sir Herbert Jekyll, KCMG i Lady Agnes Jekyll, DBE. El monument va ser un disseny de Sir Edwin Lutyens.